# Vùng kinh tế trọng điểm vùng Đồng bằng sông Cửu Long
Vùng kinh tế trọng điểm vùng đồng bằng sông Cửu Long là vùng kinh tế động lực của vùng Tây Nam Bộ, gồm 7 tỉnh, thành phố: Cần Thơ, An Giang, Kiên Giang, Cà Mau, Hậu Giang, Sóc Trăng, Bạc Liêu. Đề án thành lập vùng kinh tế trọng điểm này đã được Thủ tướng Chính phủ Việt Nam phê duyệt ngày 16 tháng 4 năm 2009. Tính đến năm 2011, vùng kinh tế này có diện tích tự nhiên là 2 triệu ha, dân số trên 8,2 triệu người, chiếm khoảng 1/2 dân số của vùng ĐBSCL. Toàn vùng rộng 20.003 km² chiếm 6% diện tích cả nước, chiếm 21,4% diện tích các vùng kinh tế trọng điểm với dân số năm 2019 khoảng 17,2 triệu người bằng 7,9% dân số cả nước và bằng 15,7% dân số các vùng kinh tế trọng điểm. Đây là vùng có nền kinh tế lớn thứ 4 cả nước.
Vùng có vị trí địa kinh tế quan trọng, thuận lợi cho phát triển kinh tế - xã hội và giao thương với khu vực. Nằm ở cực nam đất nước, tiếp giáp với Campuchia thông qua vịnh Thái Lan; giáp với biển Đông với bờ biển dài. Đây là điều kiện thuận lợi phát triển giao lưu thương mại và du lịch với khu vực.
Đồng bằng sông Cửu Long nói chung, vùng KTTĐ nói riêng, là một trong những đồng bằng châu thổ rộng và phì nhiêu ở Đông Nam Á và thế giới, là vùng sản xuất lương thực, nuôi trồng và đánh bắt thủy, hải sản và vùng cây ăn trái nhiệt đới rộng lớn. Điều kiện thuận lợi để sản xuất gạo, thủy sản cho tiêu dùng và xuất khẩu.
Tài nguyên khoáng sản và tài nguyên nhân văn của vùng khá phong phú, phục vụ tốt cho phát triển kinh tế và du lịch. Nhờ có tài nguyên về dầu khí, vùng đã và sẽ là trung tâm năng lượng lớn của cả nước với ba trung tâm điện lực: Ô Môn, Cà Mau, Kiên Lương với tổng công suất khoảng 9.000 - 9.400 MW và cung cấp khí đốt từ các mỏ khí Tây Nam. Ngoài ra, còn có đá vôi ở khu vực: Hà Tiên, Kiên Lương (Kiên Giang); đá Andezit, granit (An Giang),... Những di tích lịch sử, văn hóa, phong cảnh đẹp phân bố đều trên toàn địa bàn, tạo cho vùng tiềm năng lớn trong phát triển kinh tế du lịch.
Hệ thống đô thị trong vùng khá phát triển, trong đó có thành phố Cần Thơ là thành phố trực thuộc Trung ương. Cơ sở hạ tầng đã từng bước hoàn thiện, đã, đang và sẽ tạo sức hút mạnh đối với các nhà đầu tư nước ngoài, đồng thời thu hút lực lượng lao động từ vùng nông thôn tới làm việc, tạo cục diện mới cho tăng trưởng kinh tế và giao thương quốc tế.
Theo đề án đến năm 2020, vùng kinh tế trọng điểm này sẽ là trung tâm lớn về sản xuất lúa gạo, nuôi trồng, đánh bắt và chế biến thủy sản, đóng góp lớn vào xuất khẩu nông thủy sản của cả nước. Ngoài ra, vùng kinh tế này còn đóng vai trò quan trọng trong chuyển giao công nghệ sinh học, cung cấp giống, các dịch vụ kỹ thuật, chế biến và xuất khẩu các sản phẩm nông nghiệp cho cả vùng đồng bằng sông Cửu Long. Trong đó, thành phố đảo Phú Quốc (tỉnh Kiên Giang) thành phố Long Xuyên (tỉnh An Giang) và Thành phố Cần Thơ đóng vai trò quan trọng trong phát triển kinh tế của vùng, với vị trí và tiềm năng du lịch thì Phú Quốc đang là đầu tàu của vùng trong phát triển ngành dịch vụ chất lượng cao.